# Religions de la Préhistoire

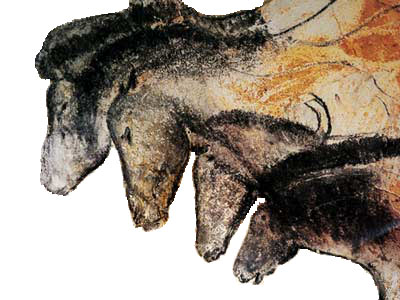
Chevaux de la grotte Chauvet, Aurignacien, 31 000 ans AP.

Les religions de la Préhistoire sont particulièrement difficiles à reconstituer puisqu'aucun document ne les décrit : la Préhistoire est en effet définie comme la longue période qui précède l'invention de l'écriture. Elles ne sont donc accessibles qu'à travers des vestiges matériels, objets manufacturés ou œuvres d'art. 
Cette limite est résumée ainsi par le préhistorien français André Leroi-Gourhan : « À partir du point où l'homme ne peut plus parler, parce qu'il est absent ou mort, où les archives font défaut, deux témoignages subsistent : celui de l'Art et celui des Techniques ».
Un autre témoignage est fourni par la linguistique reconstructive et comparatiste. C'est notamment le cas pour les données indo-européennes que l'on peut diviser en quatre périodes : 1) la période ancienne, paléo- et mésolithique, dominée par les « dieux de l'univers » (Soleil féminin, Lune masculine, Eaux vives, Aurores) ; 2) la période néolithique, dont la religion inclut des faits sociaux et des patrons des métiers ; 3) La période de la société héroïque, créatrice d'épopées ; 4) Les religions civiques de l'Antiquité.
L'étude du vocabulaire permet l'enquête sur les notions. L'étude de la poésie traditionnelle (transmise oralement) est une porte ouverte sur les conceptions, qu'il est indispensable de périodiser. Les travaux d'E. Benveniste, de G. Dumézil, d'E. Polomé, d'E. Campanile sont un bon exemple de ce qu'apporte cette discipline. Une telle reconstruction, qui fonctionne aussi sur le domaine ouralien, permet de remonter au moins jusqu'à la fin du Paléolithique. Les mythes les plus anciens (Soleil, Lune) et les contes étudiées par V. Propp appartiennent à la couche la plus ancienne. Ils sont à verser à notre connaissance des religions préhistoriques.

## Paléolithique inférieur
Au Paléolithique inférieur, les indices de préoccupations spirituelles sont extrêmement ténus et sujets à discussion. Pour certains auteurs, la forme symétrique que présentent la plupart des bifaces acheuléens traduirait une première manifestation de recherche esthétique.
Le gisement de la Sima de los Huesos, dans la sierra d'Atapuerca, en Espagne, a livré l'un des deux ensembles connus les plus importants de fossiles humains du Pléistocène moyen. Les ossements trouvés représentent une trentaine d'individus, identifiés comme des Néandertaliens anciens, et datés de 430 000 ans AP. Ils semblent avoir été déposés intentionnellement dans la cavité. L’absence d’ossements animaux, de marques de dents de charognards et d'outils, à l'exception d'un biface, indique qu'il ne s'agit pas d’un habitat mais plutôt d'un dépôt intentionnel dans le cadre d’un rite funéraire. Le seul biface découvert est interprété par certains auteurs comme un dépôt funéraire.

## Paléolithique moyen

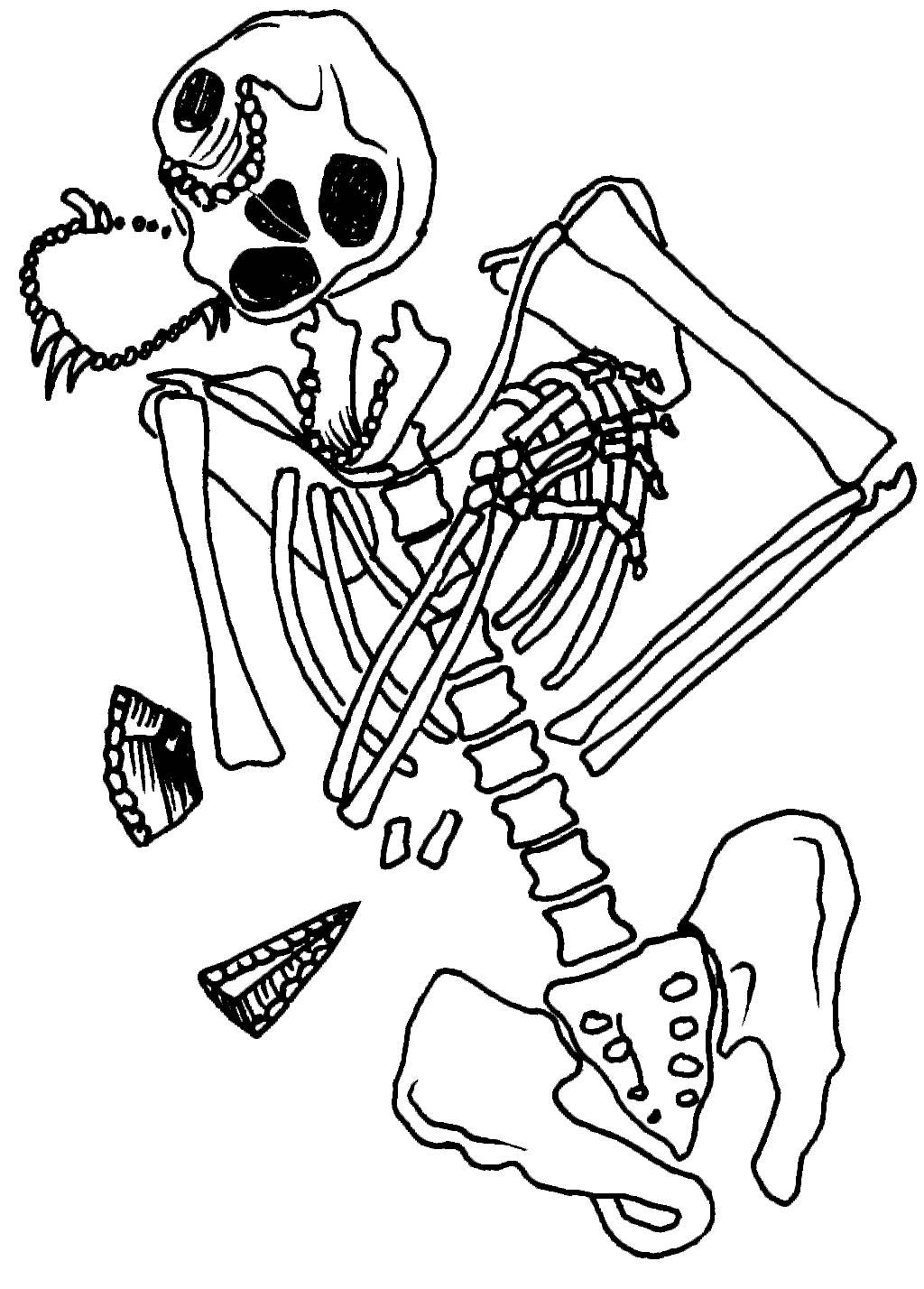
Sépulture d'Homme de Néandertal découverte dans la grotte de Kébara.

Les premières sépultures font leur apparition au cours du Paléolithique moyen, il y a environ 120 000 ans au Proche-Orient. Elles sont dues à Homo sapiens et peut-être à l'Homme de Néandertal. Des fossiles animaux considérés comme des offrandes sont parfois associés aux individus ensevelis.
Il y a environ 60 000 ans, un rituel impliquant le prélèvement du crâne post-mortem a été mis en évidence dans le cas de la sépulture néandertalienne de la grotte de Kébara, en Israël. Le crâne a été prélevé longtemps après enfouissement, une molaire supérieure s'étant déchaussée.
Dans certains sites moustériens, tels que le Regourdou, en Dordogne, des accumulations de crânes d'ours, qui semblaient disposés intentionnellement, ont été interprétées comme le résultat d'un « culte de l'ours ». Au Regourdou, un squelette d'ours brun reposait sous une dalle monolithe d'un poids de 850 kg, dans une fosse peu profonde. À proximité, le corps d'un Néandertalien était couché sur le côté gauche, la tête vers le nord, en position fœtale. Le crâne manquait, mais il restait la mandibule. D'après Eugène Bonifay, il s'agissait d'une véritable tombe composée d’une fosse dallée, empierrée et couverte de sable et de cendres de foyer,.
L'existence du culte de l'ours, évoquée également par la romancière américaine Jean M. Auel, est aujourd'hui contestée par la plupart des chercheurs. Les crânes d'ours sont extrêmement résistants et peuvent être déplacés par des phénomènes naturels jusqu'à acquérir des positions évoquant une organisation volontaire mais en fait seulement due au hasard.
Au Paléolithique moyen apparaissent également les premières manifestations de préoccupations esthétiques ou symboliques, mais il est toutefois délicat de déterminer dans quelle mesure elles traduisent des sentiments religieux.

## Paléolithique supérieur

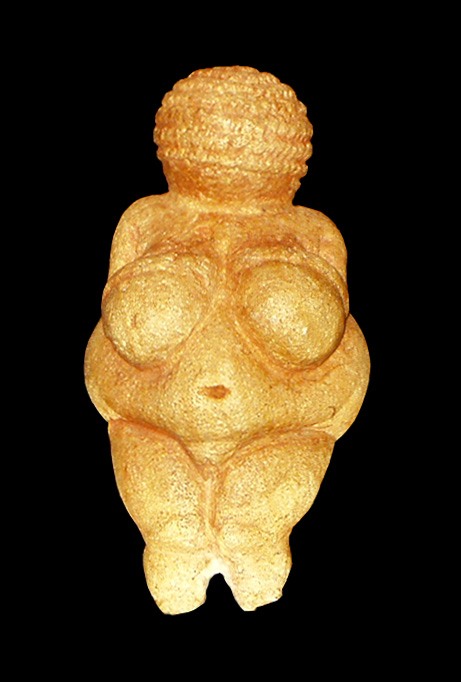
Vénus de Willendorf.

Au Châtelperronien, industrie de transition entre Paléolithique moyen et supérieur, dont l'auteur semble être l'Homme de Néandertal, les éléments de parure se multiplient (pendeloques en ivoire, dents percées, etc.).
L'art figuratif apparait au début du Paléolithique supérieur, avec l'arrivée en Eurasie de l'Homme moderne. Il se traduit par des œuvres d'art mobilier, comme l'homme-lion de Hohlenstein-Stadel, une statuette anthropomorphe en ivoire d'une trentaine de centimètres de haut. Il se traduit également par l'explosion de l'art pariétal, dont la grotte Chauvet, en Ardèche, a livré un remarquable témoignage.
Les thèmes abordés par ces différentes formes artistiques (félins, hybrides humains-animaux, etc.) se retrouvent dans des régions éloignées et traduisent probablement des croyances partagées.
Au Gravettien, le thème des Vénus paléolithiques est présent dans différentes régions d'Europe, du sud-ouest de la France à l'Ukraine, en passant par l'Italie et l'Allemagne. Il est interprété par certains auteurs comme le témoignage d'un ancien culte de la déesse. Les théories concernant un éventuel culte de la fécondité ou de la déesse mère sont purement spéculatives et ne peuvent être évaluées scientifiquement.
Les figurations féminines de l'art mobilier du Paléolithique supérieur n’avaient aucune utilité pratique dans le cadre des activités de subsistance. Elles ont le plus souvent été découvertes dans le cadre d’un habitat, en plein air comme en grotte, plutôt que dans des sépultures. À Gagarino en Russie, sept Vénus ont été découvertes à l’intérieur d’une cabane ovale de plus de 5 m de large : elles ont été interprétées comme des amulettes apotropaïques correspondant aux occupants du lieu. À Mal’ta, près du lac Baïkal, les figurines n’étaient présentes que du côté gauche de la hutte. Les Vénus n’étaient donc probablement pas des amulettes cachées ou secrètes, mais plutôt exposées à la vue de tous (ce qui expliquerait leur grande diffusion géographique).